# (4695) 1985 RU3
(4695) 1985 RU3 là một tiểu hành tinh vành đai chính. Nó được phát hiện bởi Henri Debehogne ở Đài thiên văn La Silla ở Chile ngày 7 tháng 9 năm 1985.